# Бовенкарспел
Бовенкарспел (нід. Bovenkarspel) — місто в нідерландській провінції Північна Голландія. Входить до муніципалітету Стеде-Брук.
До 1979 року мало статус окремого муніципалітету.